# Henri de Bodinat
Henri de Bodinat, né le 15 juillet 1948, est un entrepreneur français.

## Biographie

### Formation
Fils de Jean de Bodinat et de Monique Perrin de Brichambaut, Henri de Bodinat passe son enfance à Paris, en Martinique et au Havre. À dix sept ans, il intègre HEC, puis l'IEP de Paris et obtient un DESS d'économie appliquée obtenu à l'Université Paris-Dauphine. Admis à l'ENA, il préfère continuer ses études à l'Université Harvard, où il obtient un Doctorat en administration des affaires. Il est le père d'Anatole de Bodinat, comédien spécialisé dans le doublage.

### Parcours professionnel
D’abord professeur à HEC, il entre en 1976 au cabinet de conseil en stratégie Arthur D. Little. Il rencontre Jean-François Bizot avec lequel il relance en 1979 le magazine Actuel dans sa nouvelle formule « nouveau et intéressant ». Il participe dans la foulée au lancement de la station de radio Radio Nova, fondée par Bizot et Andrew Orr. En 1980, il est nommé directeur général de l'agence de publicité Saatchi and Saatchi France. En 1985, il devient président de CBS Records France racheté par Sony et rebaptisé Sony Music en 1988,. 
Il devient ensuite vice-président exécutif de Sony Software Europe, qui regroupe la musique, le cinéma et les jeux vidéo chez Sony. Il occupe le poste de président du conseil d’administration de la SCPP entre 1993 et 1995. 
Recruté par Serge Trigano en 1994, il devient directeur général du Club Méditerranée jusqu'à l'arrivée de Philippe Bourguignon au poste de président en 1997. Il démissionne en 1998 et créé le groupe Musisoft devenu Next Music, qu’il quitte en 2001, pour fonder Cantos Music et devenir senior advisor, puis vice-président d’Arthur D. Little jusqu’en 2008, où il conseille de grand groupes media et télécom. Il crée et devient président en 2009 d’un fonds d'investissement spécialisé en télécommunications et médias, Time Equity Partners. 
Henri de Bodinat est l'auteur de plusieurs ouvrages de management, dont Stratégie de l’offre et d’essais, dont L’état Parenthèse de l’histoire. Il défend aujourd'hui un certain protectionnisme économique européen.[réf. nécessaire]

### Engagement politique
Henri de Bodinat est membre fondateur du mouvement politique Nous Citoyens. Il s'est présenté aux Élections européennes de 2014 en France, étant en 2e position sur la liste de la circonscription Ouest.

## Ouvrages
- (en) Henri de Bodinat, Influence in the Multinational Corporation : The Case of Manufacturing, Ayer Publishing, 1980, 315 p. (ISBN 978-0-405-13364-0)
- Henri de Bodinat, Un pavé dans le marketing : pour en finir avec les idées reçues, J-C Lattès, 1990, 316 p. (ISBN 978-2-7096-0840-4)
- Henri de Bodinat, L’État, parenthèse de l’Histoire? : essai, P.A.U., 1995, 152 p. (ISBN 978-2-909566-17-7)
- Henri de Bodinat, Les Mystères de l’offre : Enquête sur une stratégie orpheline, Paris, Village mondial, 2007, 208 p. (ISBN 978-2-7440-6270-4)
- Henri de Bodinat, La Stratégie de l’offre : Gagner la crise et l’après-crise, Paris, Pearson Education France, 2009, 2e éd., 272 p. (ISBN 978-2-7440-6392-3)
- Les Sept Plaies du capitalisme, coll. « Documents », éd. Léo Scheer, 2012, 280 p[10].